# سوفیا ارامجیان
سوفیا ارامجیان (ارمنی: Սոֆյա Էրամջյան؛ ) یک بازیگر اهل ارمنستان بود. وی بین سال‌های - تا - میلادی فعالیت می‌کرد.

## زندگی‌نامه
در مسکو فارغ‌التحصیل شد. وی همچنین برندهٔ جوایزی همچون هنرمند شایسته ارمنستان شوروی () شده‌است. وی یکی از بنیانگذاران تئاتر کمدی موزیکال پارونیان می‌باشد.